# Epke Zonderland
Epke Jan Zonderland (n. 16 aprilie 1986, Lemmer⁠(d), Lemsterland, Provincia Frizia, Țările de Jos) este un gimnast neerlandez, laureat cu aur la bară fixă la Jocurile Olimpice de vară din 2012 și dublu campion la acest aparat în 2013 și în 2014.

## Legături externe
Materiale media legate de Epke Zonderland la Wikimedia Commons
- en  Prezentare Arhivat în 5 martie 2016, la Wayback Machine. la Federația internațională de gimnastică
- en Epke Zonderland la Olympedia.org